# Friday After Next
Pour les articles homonymes, voir Friday.
Série
Next Friday
(2002)
Pour plus de détails, voir Fiche technique et Distribution.
Friday After Next ou Encore un drôle de vendredi au Québec est un film de Noël américain réalisé par Marcus Raboy (en) et sorti en 2002.
C'est la suite de Next Friday sorti en 2000, lui-même précédé de Friday (1995).

## Synopsis
Craig Jones et son cousin Day-Day ont finalement quitté leurs maisons familiales et habitent désormais leur propre domicile. Ils travaillent maintenant comme agents de sécurité dans une entreprise locale. Pendant le réveillon de Nöel, leur maison est cambriolée.

## Fiche technique
Sauf indication contraire, les informations mentionnées dans cette section peuvent être confirmées par la base de données cinématographiques IMDb,  présente dans la section « Liens externes ».
- Titre original et français : Friday After Next
- Titre québécois : Encore un drôle de vendredi
- Réalisation : Marcus Raboy (en)
- Scénario : Ice Cube, d'après les personnages créés par Ice Cube et DJ Pooh (en)
- Musique : John Murphy
- Directeur artistique : Colin De Rouin
- Décors : Amy B. Ancona
- Costume : Dana Campbell
- Photographie : Glen MacPherson
- Montage : Suzanne Hines
- Production : Matt Alvarez et Ice Cube

Producteurs délégués : Douglas Curtis, Toby Emmerich et Matt Moore
Producteur associé : Ronn Riser
- Distribution :  New Line Cinema
- Format : Couleur Technicolor • 1.85:1 • 35mm
Dolby Digital • DTS • SDDS
- Budget : 10 millions de dollars
- Pays de production :  États-Unis
- Langue originale : anglais
- Format : couleur
- Genre : stoner comedy
- Durée : 85 minutes
- Dates de sortie[1] :
  - États-Unis : 22 novembre 2002
  - Canada, France : 25 mars 2003 (directement en vidéo)
- Classification[2] :
  - États-Unis : R
  - France : tous publics

## Distribution
- Ice Cube (VF : Lionel Henry (acteur) ; VQ : Gilbert Lachance) : Craig Jones
- Mike Epps (VF : Christophe Lemoine ; VQ : Daniel Picard) : Day-Day Jones / le vieil homme avec le fusil
- John Witherspoon (VF : Pascal Renwick ; VQ : Manuel Tadros) : M. Jones
- Don 'D.C.' Curry (en) (VF : Bernard Métraux ; VQ : Jean-Luc Montminy) : oncle Elroy
- Anna Maria Horsford (VF : Michele Bardollet ; VQ : Johanne Léveillé) : Mme Jones
- Clifton Powell (VF : Michel Vigné ; VQ : Benoit Rousseau) : Pinky
- K. D. Aubert (VQ : Manon Arsenault) : Donna
- Bebe Drake (en) (VF : Élisabeth Wiener ; VQ : Anne Caron) : Mme Pearly
- Katt Williams (VF : Alexis Tomassian ; VQ : François Sasseville (acteur)) : Money Mike
- Rickey Smiley (en) (VF : Lucien Jean-Baptiste ; VQ : François Godin) : le Père Noël
- Terry Crews (VF : Gilles Morvan ; VQ : Bernard Fortin) : Damon
- Maz Jobrani (VF : Serge Faliu) : Moly
- Reggie Gaskins (VF : Frantz Confiac) : officier Dix (Patrick Dale, « P. Dale » en VF)
- Joel McKinnon Miller (VF : Patrick Borg) : officier Hole (Al Bruti, « A. Bruti » en VF)
- Brian Stepanek (VF : Jérémy Bardeau) : officier Bailey
- Starletta DuPois (VF : Laure Sabardin) : sœur Sarah
- Gerry Bednob : le père de Moly
- Jennifer Echols : une fille de l'église
- Erica Vittina Phillips (VF : Carole Gioan) : Booster Pat
- Khleo Thomas : un des Bad Boy
- Terence Washington (VF : Jérémie Covillault) : frères du crime no 1

 Source et légende : version française (VF) sur RS Doublage et selon le carton du doublage français ; version québécoise (VQ) sur Doublage.qc.ca

## Production
Chris Tucker, qui partageait l'affiche avec Ice Cube dans le premier Friday, n'avait pas participé au 2e film et a refusé également d'apparaître dans ce 3e volet.
Le personnage de Roach, interprété par Justin Pierce dans Next Friday, était à l'origine prévu pour cette suite mais a été supprimé après le suicide de l'acteur.
Le tournage se déroule à Los Angeles et Torrance en Californie.

## Bande originale
La bande originale de Friday After Next est composée de titres hip-hop et soul de
Contrairement aux bandes originales des deux précédents films, celle de est sortie sur le label Hollywood Records et non plus chez Priority Records.
Liste des titres
| N° | Titre                              | Interprète(s)          |
| -- | ---------------------------------- | ---------------------- |
| 1  | It's The Holidaze                  | Westside Connection    |
| 2  | Just Chill                         | Flipmode Squad         |
| 3  | HighTimes (Ride With Us)           | FT Tha Eastsidaz       |
| 4  | Got All'at                         | Nappy Roots            |
| 5  | Wonderful World                    | Krayzie Bone           |
| 6  | Bad News                           | G-Unit                 |
| 7  | Mardi Gras                         | Whateva                |
| 8  | Get Ready                          | Roscoe                 |
| 9  | Go To The Club                     | Calvin Richardson (en) |
| 10 | I Wanna Do Something Freaky To You | Leon Haywood (en)      |
| 11 | Slide                              | Slave                  |
| 12 | This Christmas                     | Donny Hathaway         |
| 13 | Santa Baby                         | Eartha Kitt            |
| 14 | Silent Night                       | The Temptations        |

## Saga
- 1995 : Friday de F. Gary Gray
- 2000 : Next Friday de Steve Carr
- 2002 : Friday After Next de Marcus Raboy (en)
- 2007 : Friday: The Animated Series, série animée de 8 épisodes diffusée sur la chaîne américaine MTV2